# Club Deportivo Agustinos Alicante
El Club Deportivo Agustinos Alicante es una asociación deportiva que incluye varios deportes, especialmente el balonmano, y que forma parte del programa de actividades del Colegio San Agustín de Alicante fundado en 1971.

## Organigrama deportivo

### Jugadores
| Nº | Nombre                | Edad | Posición          | Altura (m) |
| -- | --------------------- | ---- | ----------------- | ---------- |
| 1  | Carlos González       |      | Portero           |            |
|    | Nil Guiteras          | 22   | Portero           | 1.86       |
|    | Adrián Torres         | 24   | Portero           | 1.91       |
| 30 | Didac Villar          | 35   | Central           | 1.75       |
| 32 | Javier Carrión        | 19   | Central           |            |
| 37 | Santiago Laredo       |      | Central           |            |
| 15 | Hugo Ponce            |      | Lateral izquierdo |            |
| 23 | Manu Muñoz            |      | Lateral izquierdo |            |
| 27 | José Antonio Calderón | 38   | Lateral izquierdo | 1.90       |
| 51 | Alberto López         | 19   | Lateral izquierdo |            |
|    | David Quiles          | 22   | Lateral izquierdo |            |
| 4  | Aarón González        |      | Lateral derecho   |            |
| 17 | Agustín Unzner        | 22   | Lateral derecho   | 1.92       |
| 10 | Pablo Martínez        |      | Extremo izquierdo |            |
| 14 | Jorge Laredo          |      | Extremo izquierdo |            |
| 28 | Juan Carlos Bricio    |      | Extremo izquierdo |            |
|    | Sergio Martínez       | 33   | Extremo izquierdo | 1.78       |
| 2  | Juan Bonany           |      | Extremo derecho   |            |
| 6  | Manuel Muñoz          |      | Extremo derecho   |            |
|    | David García          | 23   | Extremo derecho   |            |
| 13 | Ángel Saura           |      | Pivote            |            |
| 18 | Carlos Martín         |      | Pivote            |            |
| 19 | Dario Suárez          |      | Pivote            |            |
|    | Benjamín Illesca      | 23   | Pivote            | 1.96       |
|    | Bruno Cerrotta        | 29   | Pivote            | 1.89       |

### Traspasos
Traspasos para la temporada 2023–24
Altas
- Nil Guiteras (PO) desde ( BM Nava)
- Benjamín Illesca (PI) desde ( BM Zamora)
- David García (ED) desde ( UD Ibiza)
- David Quiles (LI) desde ( Eón Alicante)
- Adrián Torres (PO) desde ( Eón Alicante)
- Bruno Cerrotta (PI) desde ( BM Maristas Algemesí)
- Sergio Martínez (EI) desde ( Eón Alicante)

Bajas
- Tomás Mendieta (PO) al ( BM Los Dólmenes Antequera)

### Cuerpo técnico
- Entrenador: Alejandro Carrillo
- Ayte. Entrenador: Adrián Bernabéu
- Delegado: Manuel Osorio
- Delegado: Jaime García
- Delegado: José Antonio Martínez

## Historia
Durante los años setenta, ochenta y noventa, en la Catedral (el pabellón) se jugaba: aeróbic, gimnasia rítmica y baloncesto
Las diversas secciones o categorías son: benjamines, alevines, infantiles, cadetes, juveniles y sénior. También el club cuentan con un equipo en la Primera División Nacional de Balonmano
Disputa sus partidos como local en el pabellón del colegio San Agustín, en el cual han entrenado y jugado equipos de 1ª categoría de balonmano como el Calpisa y donde se han disputado fases finales de sector de balonmano, como la del año 1988 que ganó el BM Granollers con un joven Enric Masip.
Se podría formar un equipo histórico con los muchos jugadores formados en esta cantera y que luego continuaron su actividad en equipos profesionales ya que de sus filas han salido jugadores de primera línea de balonmano que han militado en los mejores equipos de España; Claudio, portero del Atlético de Madrid y de la selección española, Vidal, Jorge Fernández, Abraham Rochel del Torrevieja, Israel del BM Altea,Ricardo López Coloma del Tecnisan, Caixa Valencia, Helados Alacant y BM Altea, etc.
El equipo de balonmano ha conseguido numerosos títulos en todas las categorías tanto locales como autonómicos y nacionales. Hay que destacar el campeonato del mundo cadete logrado en 1990 en Israel de la mano de una de las mejores generaciones que ha dado el centro. 
La dedicación al balonmano se debe al P. Ángel Escapa OSA, exdirector del colegio San Agustín, que decidió incluir la práctica de este deporte entre las actividades deportivas y que ha sido entrenador y coordinador durante muchos años no solo de los equipos escolares sino también en alguna ocasión del equipo de balonmano de la ciudad de Alicante.
Muchos de los antiguos alumnos y jugadores de Agustinos son posteriormente entrenadores con lo que transmiten sus conocimientos a las generaciones posteriores, del mismo modo los antiguos alumnos son aficionados de los distintos equipos y acuden regularmente a presenciar los partidos que se disputan en el colegio.
A pesar de contar con una gran cantera escolar, digase Agustinos, Maristas, Salesianos, etc, la ciudad de Alicante no cuenta en estos momentos con un equipo en la élite del balonmano nacional a diferencia de lo ocurrido en los años setenta y ochenta del siglo XX.

## Premios, reconocimientos y distinciones
- Mejor Club Deportivo de la Provincia de 1981 y Mejor Club Deportivo Escolar de 2001, 2003 y 2007 (finalista en 2005 y 2006) en los Premios Deportivos Provinciales de la Diputación de Alicante[1]